# Traphera chalybea
Traphera chalybea är en tvåvingeart som först beskrevs av Christian Rudolph Wilhelm Wiedemann 1830.  Traphera chalybea ingår i släktet Traphera och familjen bredmunsflugor. Inga underarter finns listade i Catalogue of Life.